# Tórtola de Henares
Tórtola de Henares ist ein Ort und eine Gemeinde (municipio) mit 1.384 Einwohnern (Stand: 2024) im Südwesten der Provinz Guadalajara in der Autonomen Gemeinschaft Kastilien-La Mancha. 

## Lage und Klima
Tórtola de Henares liegt am Río Henares entfernt in einer Höhe von ca. 735 m in der Kulturlandschaft der Alcarria. Die Entfernung zur südsüdwestlich gelegenen Provinzhauptstadt Guadalajara beträgt ca. zehn Kilometer (Fahrtstrecke). Das Klima ist gemäßigt bis warm; Regen (ca. 533 mm/Jahr) fällt übers Jahr verteilt.

## Bevölkerungsentwicklung
| Jahr      | 1857 | 1900 | 1950 | 2000 | 2011 | 2021 |
| Einwohner | 603  | 469  | 411  | 451  | 939  | 1240 |

## Sehenswürdigkeiten

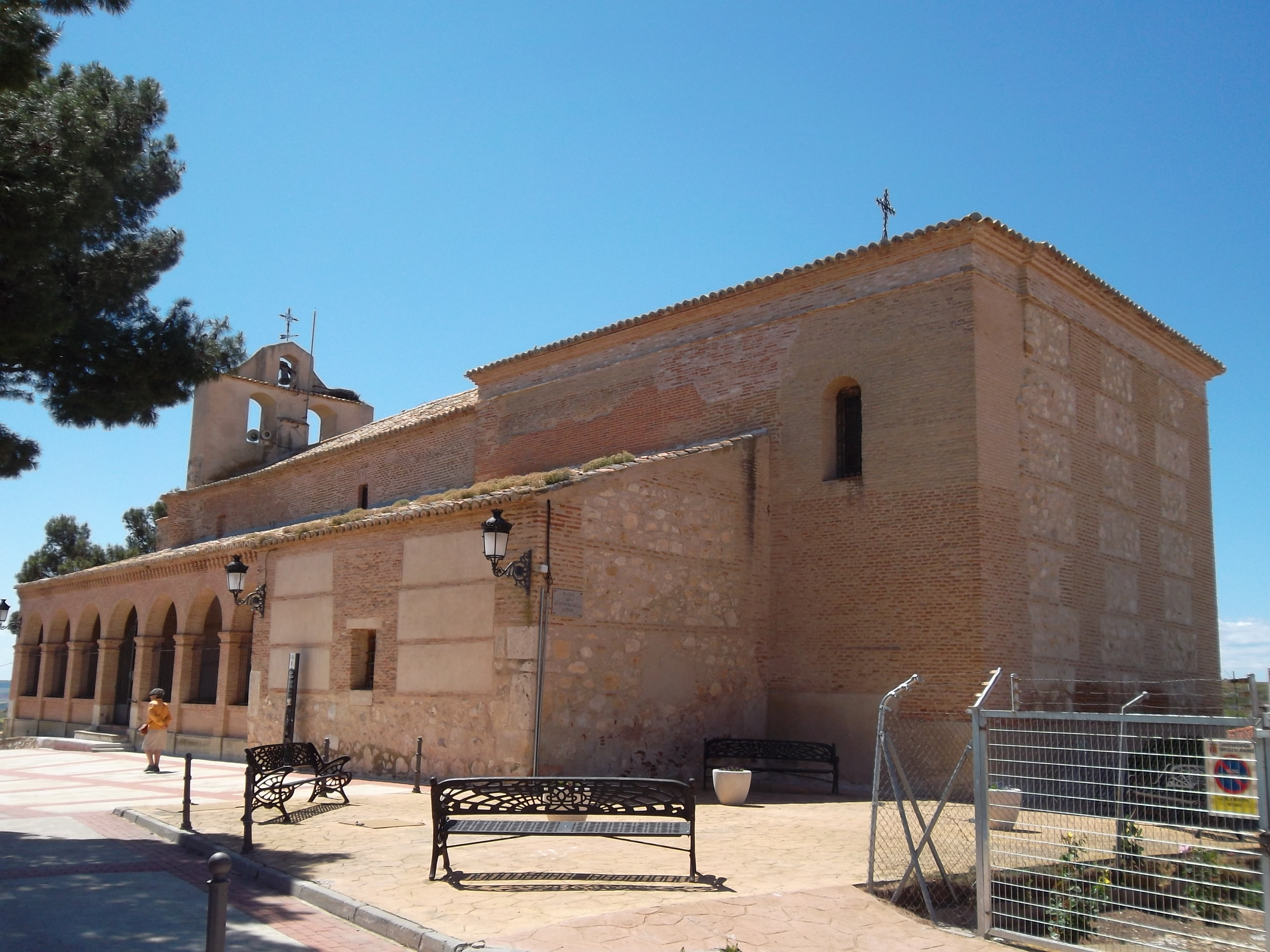
Kirche Mariä Himmelfahrt
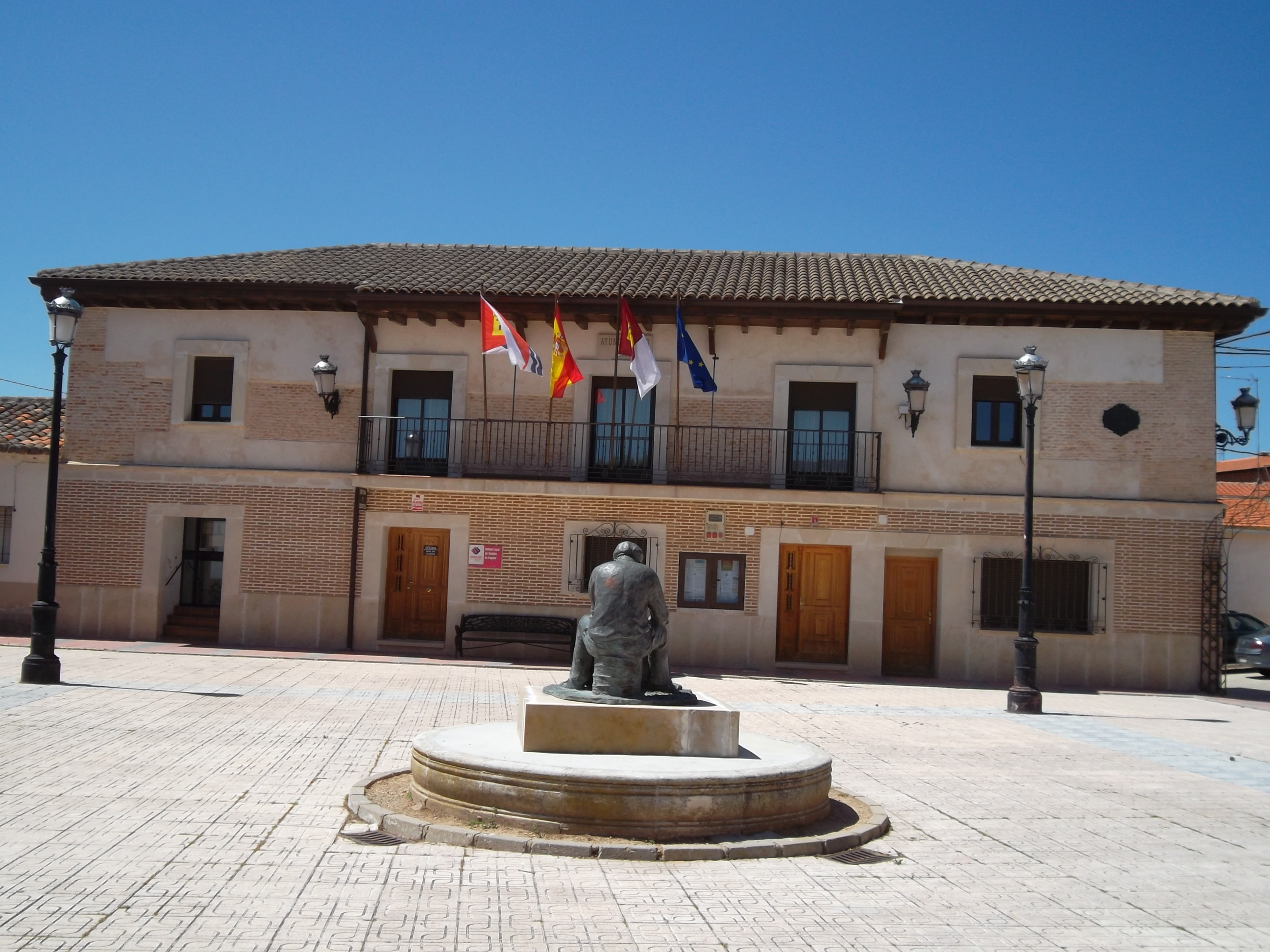
Rathaus

- Kirche Mariä Himmelfahrt
- Rathaus